# Edoardo Zamperini
Edoardo Zamperini, né le 19 mars 2003 à Grezzana, est un coureur cycliste italien.

## Biographie
Edoardo Zamperini est né à Grezzana, une commune située en Vénétie. Son père dirige une entreprise de construction, tandis que sa mère travaille comme barman. Très tôt intéressé par le cyclisme, il acquiert son premier vélo à l'âge de cinq ans. Il prend ensuite une licence au sein de l'Officine Alberti Val d'Illasi, alors qu'il est âgé de sept ans. Son petit frère Alberto pratique lui aussi ce sport en compétition,. 
En 2021, il se classe notamment deuxième du championnat d'Italie et seizième du championnat d'Europe sur route, dans la catégorie des juniors (moins de 19 ans). Il intègre ensuite l'équipe continentale Zalf Euromobil Fior en 2022. Pour ses débuts espoirs, il s'impose sur le Trophée Antonietto Rancilio, une course du calendrier national italien. Il termine par ailleurs cinquième du Grand Prix Industrie del Marmo.

## Palmarès et résultats

### Palmarès par année
- 2021
  - Coppa Pietro Linari
  - 2e du Trofeo Ristorante alla Colombera
  - 2e du Tour du Frioul Juniors
  - 2e de Sandrigo-Monte Corno
  - 2e du championnat d'Italie sur route juniors
  - 3e du Gran Premio Sportivi di Loria
- 2022
  - Trophée Antonietto Rancilio
  - 3e du Mémorial Vincenzo Mantovani
- 2023
  - La Bolghera
  - Medaglia d'Oro Frare De Nardi
  - Grand Prix Kranj
  - Giro del Casentino
  - Coppa Città di Bozzolo
  - 2e de la Coppa Bologna
  - 3e du Gran Premio La Torre
  - 3e du Trophée de la ville de Brescia
- 2024
  -  Champion d'Italie sur route espoirs
  - 2e du Tour de la Province de Bielle
  - 2e du Giro della Franciacorta
  - 2e de la Coppa Collecchio
  - 3e de la Coppa Fiera di Mercatale
  - 3e de la Piccola Sanremo
- 2025
  - 4e étape de l'Orlen Nations Grand Prix

### Classements mondiaux
| Année           | 2022   |
| --------------- | ------ |
| UCI Europe Tour | 1 262e |

## Distinctions
- Oscar TuttoBici espoirs : 2024